# Акуленко, Леонид Денисович
Леонид Денисович Акуленко (14 октября 1942, Ельск, Гомельская область — 16 ноября 2019, Москва) — советский и российский учёный-механик, доктор физико-математических наук, лауреат Государственной премии РФ.

## Биография
Окончил физический факультет МГУ по кафедре математики (1965). В 1968 году защитил кандидатскую диссертацию на тему «Возмущенные вращательно-колебательные движения и первый метод Ляпунова».
Доцент/старший научный сотрудник с 21 марта 1972 г. Доктор физико-математических наук с 1983 года. Докторская диссертация «Оптимальное управление нелинейными колебаниями механических систем» (1982).
Главный научный сотрудник Института проблем механики РАН, профессор кафедры механики управляемых и гироскопических систем факультета аэрофизики и космических исследований МФТИ (2002), профессор кафедры «Прикладная математика» МГТУ им. Н. Э. Баумана (2004).
Лауреат Государственной премии РФ (1996 — за создание теории и методов управления механическими системами) и премии им. А. А. Андронова (1997 — за цикл работ «Развитие методов теории нелинейных колебаний для систем с распределёнными параметрами»).
Член РНКТПМ

## Основные работы
- Асимптотические методы оптимального управления. — М.: Наука, 1987. — 365 с.: ил. — Библиогр.: с. 356—365.
- Эволюция движений твердого тела относительно центра масс [Текст] / Ф. Л. Черноусько, Л. Д. Акуленко, Д. Д. Лещенко. — Москва ; Ижевск : Ин-т компьютерных исслед., 2015. — 308 с. : ил.; 21 см; ISBN 978-5-4344-0294-1
- Оптимальное управление движением твердого тела относительно центра масс при помощи поворотного двигателя [Текст]. — Москва : [б. и.], 1976. — 67 с. : ил.; 20 см. — (Ин-т проблем механики АН СССР. Препринт; № 80).
- Dynamik und optimale Schwingungstilgung in unwuchterregten Schwingsystemen. L D Akulenko. Publisher:	Berlin : Akademie der Wissenschaften der DDR, Zentralinstitut für Mathematik und Mechanik, 1980.
- High precision methods in eigenvalue problems and their applications. Author:	Leonid D Akulenko; Sergei V Nesterov. Publisher:	Boca Raton, Fla. Chapman & Hall/CRC 2004
- Problems and methods of optimal control. Author:	L D Akulenko. Publisher:	Dordrecht ; Boston : Kluwer Academic Publishers, ©1994.